# International Aero Engines

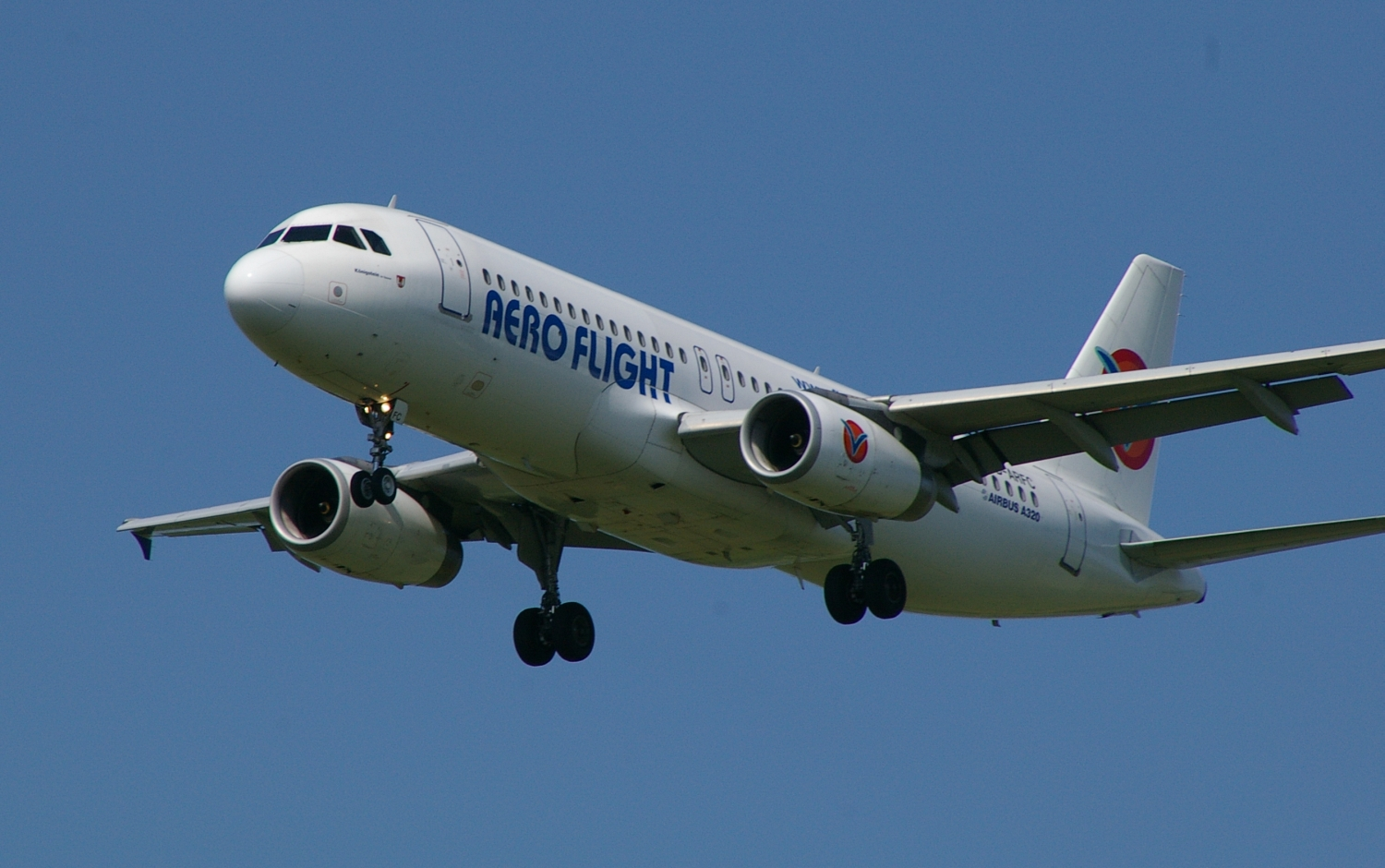
Airbus A320-232 silnikami IAE serii V2500

IAE International Aero Engines AG – spółka joint venture założona i zarejestrowana w Zürichu w 1983 w celu opracowywania i wdrażania do produkcji nowych silników lotniczych dla średniej wielkości (i zasięgu) samolotów pasażerskich. Współpraca z czterema głównymi światowymi producentami silników lotniczych zaowocowała zaprojektowaniem i wyprodukowaniem silnika V2500.

## Akcjonariusze

### Historia
Początkowo w udziałowcami spółki były: Pratt & Whitney, Rolls-Royce plc, Japanese Aero Engine Corporation i MTU Aero Engines oraz FiatAvio, lecz ten ostatni zaraz na początku działalności spółki wycofał się ze współpracy, choć w późniejszym okresie mając na względzie dobre wyniki finansowe spółki ponownie do niej dołączył w charakterze dostawcy podzespołów.
W dniu 29 czerwca 2012 roku Pratt & Whitney wraz ze swoim szwajcarskim działem firmy nabył większościowy pakiet akcji i stał się w spółce podmiotem dominującym.

### Aktualnie
Aktualnymi akcjoariuszami są:
| Firma | Kraj              | Procent akcji |
| --- | ----------------- | ------------- |
| Pratt & Whitney | Stany Zjednoczone | 25.00%        |
| Pratt & Whitney Aero Engines International GmbH | Szwajcaria        | 024.50%       |
| MTU Aero Engines | Niemcy            | 25.25%        |
| Japanese Aero Engine Corporation, składający się z: - Kawasaki Heavy Industries - Ishikawajima-Harima Heavy Industries - Mitsubishi Heavy Industries | Japonia           | 25.25%        |

## Produkty
Obecnie spółka skupia się na produkcji i rozwoju rodziny silników areo V2500, które są stosowane m.in. w samolotach Airbus A320 i McDonnell Douglas MD-90.